# Ukraina na Letnich Igrzyskach Olimpijskich 2000
Ukrainę na Letnich Igrzyskach Olimpijskich 2000 reprezentowało 230 zawodników, 139 mężczyzn i 91 kobiet.

## Zdobyte medale
| Medal  | Zawodnik | Dyscyplina    | Konkurencja                     |
| ------ | --- | ------------- | ------------------------------- |
| Złoto  | Mykoła Milczew                                                                                               | Strzelectwo   | Skeet                           |
| Złoto  | Jana Kłoczkowa                                                                                               | Pływanie      | 200 m stylem zmiennym           |
| Złoto  | Jana Kłoczkowa                                                                                               | Pływanie      | 200 m stylem zmiennym           |
| Srebro | Kateryna Serdiuk, Natalija Burdejna, Ołena Sadownycza                                                        | Łucznictwo    | Kobiety drużynowo               |
| Srebro | Andrij Kotelnyk                                                                                              | Boks          | Waga lekka (do 60 kg)           |
| Srebro | Serhij Docenko                                                                                               | Boks          | Waga półśrednia (do 67 kg)      |
| Srebro | Serhij Czerniawski, Ołeksandr Fedenko, Siergiej Matwiejew, Ołeksandr Symonenko                               | Kolarstwo     | Sprint drużynowy                |
| Srebro | Ołeksandr Beresz, Wałerij Honczarow, Rusłan Mezencew, Wałerij Pereszkura, Ołeksandr Switłyczny, Roman Zozula | Gimnastyka    | Wielobój drużynowo              |
| Srebro | Oksana Cyhulowa                                                                                              | Gimnastyka    | Trampolina                      |
| Srebro | Denys Syłantiew                                                                                              | Pływanie      | 200 m stylem motylkowym         |
| Srebro | Jana Kłoczkowa                                                                                               | Pływanie      | 800 m stylem dowolnym           |
| Srebro | Jewhen Busłowycz                                                                                             | Zapasy        | Styl wolny (58 kg)              |
| Srebro | Dawyd Sałdadze                                                                                               | Zapasy        | Styl klasyczny (97 kg)          |
| Brąz   | Roman Szczurenko                                                                                             | Lekkoatletyka | Skok w dal                      |
| Brąz   | Ołena Howorowa                                                                                               | Lekkoatletyka | Trójskok                        |
| Brąz   | Wołodymyr Sydorenko                                                                                          | Boks          | Waga musza (do 51 kg)           |
| Brąz   | Serhij Danylczenko                                                                                           | Boks          | Waga kogucia (do 54 kg)         |
| Brąz   | Andrij Fedczuk                                                                                               | Boks          | Waga półciężka (do 81 kg)       |
| Brąz   | Iryna Janowycz                                                                                               | Kolarstwo     | Sprint                          |
| Brąz   | Hanna Sorokina, Ołena Żupina                                                                                 | Skoki do wody | Trampolina 3 m – synchronicznie |
| Brąz   | Ołeksandr Beresz                                                                                             | Gimnastyka    | Wielobój indywidualnie          |
| Brąz   | Rusłan Maszurenko                                                                                            | Judo          | do 90 kg                        |
| Brąz   | Ołena Pacholczyk, Rusłana Taran                                                                              | Żeglarstwo    | 470                             |

## Skład kadry

### Badminton
Gra pojedyncza mężczyzn:
- Władysław Drużczenko – 17. miejsce

Gra pojedyncza kobiet:
- Ołena Nozdrań – 17. miejsce

Gra podwójna kobiet:
- Ołena Nozdrań, Wiktorija Jewtuszenko – 17. miejsce

Miksty:
- Wiktorija Jewtuszenko, Władysław Drużczenko – 17. miejsce

### Boks
Waga papierowa
- Wałerij Sydorenko – 7. miejsce

Waga musza
- Wołodymyr Sydorenko – brązowy medal

Waga kogucia
- Serhij Danylczenko – brązowy medal

Waga piórkowa
- Serwin Sułejmanow – 1. runda

Waga lekka
- Andrij Kotelnyk – srebrny medal

Waga lekkopółśrednia 
- Wjaczesław Senczenko – 2. runda

Waga półśrednia 
- Serhij Docenko – srebrny medal

Waga średnia
- Ołeksandr Zubrichin – 8. miejsce

Waga półciężka
- Andrij Fedczuk – brązowy medal

Waga ciężka
- Ołeksandr Jacenko – 1. runda

Waga superciężka
- Ołeksij Mazikin – 5. miejsce

### Gimnastyka

#### Mężczyźni
Wielobój indywidualnie
- Ołeksandr Beresz – brązowy medal
- Ołeksandr Switłyczny – 5. miejsce
- Roman Zozula – 27. miejsce
- Wałerij Honczarow – odpadł w eliminacjach
- Wałerij Pereszkura – odpadł w eliminacjach
- Rusłan Mezencew – odpadł w eliminacjach

Wielobój drużynowo
- Ołeksandr Beresz, Wałerij Honczarow, Rusłan Mezencew, Wałerij Pereszkura, Ołeksandr Switłyczny, Roman Zozula – srebrny medal

Ćwiczenia na podłodze
- Ołeksandr Beresz – odpadł w eliminacjach
- Wałerij Pereszkura – odpadł w eliminacjach
- Rusłan Mezencew – odpadł w eliminacjach
- Ołeksandr Switłyczny – odpadł w eliminacjach
- Roman Zozula – odpadł w eliminacjach

Skok
- Ołeksandr Beresz – odpadł w eliminacjach
- Roman Zozula – odpadł w eliminacjach
- Wałerij Pereszkura – odpadł w eliminacjach
- Wałerij Honczarow – odpadł w eliminacjach
- Ołeksandr Switłyczny – odpadł w eliminacjach

Poręcz
- Ołeksandr Beresz – odpadł w eliminacjach
- Ołeksandr Switłyczny – odpadł w eliminacjach
- Wałerij Pereszkura – odpadł w eliminacjach
- Wałerij Honczarow – odpadł w eliminacjach
- Roman Zozula – odpadł w eliminacjach

Drążek
- Ołeksandr Beresz – 5. miejsce
- Ołeksandr Switłyczny – odpadł w eliminacjach
- Wałerij Pereszkura – odpadł w eliminacjach
- Roman Zozula – odpadł w eliminacjach
- Wałerij Honczarow – odpadł w eliminacjach

Kółka
- Roman Zozula – 8. miejsce
- Ołeksandr Switłyczny – odpadł w eliminacjach
- Ołeksandr Beresz – odpadł w eliminacjach
- Rusłan Mezencew – odpadł w eliminacjach
- Wałerij Honczarow – odpadł w eliminacjach

Koń z łęgami 
- Ołeksandr Beresz – 7. miejsce
- Ołeksandr Switłyczny – odpadł w eliminacjach
- Rusłan Mezencew – odpadł w eliminacjach
- Roman Zozula – odpadł w eliminacjach
- Wałerij Honczarow – odpadł w eliminacjach

Trampolina
- Ołeksandr Czernonos – 8. miejsce

#### Kobiety
Wielobój indywidualnie
- Olha Rozszczupkina – 7. miejsce
- Wiktorija Karpenko – 11. miejsce
- Hałyna Tyryk – 21. miejsce
- Tetiana Jarosz – odpadła w eliminacjach
- Olha Tesłenko – odpadła w eliminacjach
- Alona Kwasza – odpadła w eliminacjach

Wielobój drużynowo
- Olha Rozszczupkina, Wiktorija Karpenko, Hałyna Tyryk, Tetiana Jarosz, Olha Tesłenko, Alona Kwasza – 5. miejsce

Ćwiczenia na podłodze
- Olha Rozszczupkina – odpadła w eliminacjach
- Hałyna Tyryk – odpadła w eliminacjach
- Wiktorija Karpenko – odpadła w eliminacjach
- Tetiana Jarosz – odpadła w eliminacjach
- Olha Tesłenko – odpadła w eliminacjach

Skok
- Alona Kwasza – odpadła w eliminacjach
- Olha Rozszczupkina – odpadła w eliminacjach
- Wiktorija Karpenko – odpadła w eliminacjach
- Hałyna Tyryk – odpadła w eliminacjach
- Tetiana Jarosz – odpadła w eliminacjach

Poręcz
- Wiktorija Karpenko – 4. miejsce
- Olha Rozszczupkina – 6. miejsce
- Olha Tesłenko – odpadła w eliminacjach
- Hałyna Tyryk – odpadła w eliminacjach
- Tetiana Jarosz – odpadła w eliminacjach

Równoważnia
- Tetiana Jarosz – 5. miejsce
- Olha Tesłenko – odpadła w eliminacjach
- Olha Rozszczupkina – odpadła w eliminacjach
- Wiktorija Karpenko – odpadła w eliminacjach
- Hałyna Tyryk – odpadła w eliminacjach

Gimnastyka artystyczna indywidualnie
- Ołena Witryczenko – 4. miejsce
- Tamara Jerofiejewa – 6. miejsce

Trampolina
- Oksana Cyhulowa – srebrny medal

### Judo
Mężczyźni
- Rusłan Mirzalijew – nie ukończył, waga ekstralekka
- Hennadij Biłodid – 9. miejsce, waga lekka
- Rusłan Maszurenko – brązowy medal, waga średnia
- Wałentyn Ruslakow – nie ukończył, waga ciężka

Kobiety
- Ludmyła Łusnikowa – 9. miejsce, waga ekstralekka
- Tetiana Belajewa – nie ukończyła, waga średnia
- Maryna Prokofjewa – 13. miejsce, waga ciężka

### Kajakarstwo

#### Mężczyźni
K-1 1000 m
- Władysław Tereszczenko – odpadł w eliminacjach

C-1 500 m
- Mychajło Sliwinśkyj – 7. miejsce

C-2 500 m
- Serhij Kłymniuk, Dmytro Sablin – 8. miejsce

C-2 1000 m
- Roman Bundz, Łeonid Kamłoczuk – odpadli w eliminacjach

#### Kobiety
K-1 500 m
- Inna Osypenko – odpadła w eliminacjach

K-2 500 m
- Hanna Bałabanowa, Natalija Feklisowa – odpadły w eliminacjach

K-4 500 m
- Hanna Bałabanowa, Ołena Czerewatowa, Natalija Feklisowa, Marija Rałczewa – 5. miejsce

### Kolarstwo

#### Mężczyźni
Wyścig ze startu wspólnego
- Wołodymyr Duma – 26. miejsce
- Serhij Uszakow – 38. miejsce
- Ołeksandr Fedenko – 41. miejsce
- Wołodymyr Hustow – 64. miejsce
- Serhij Honczar – nie ukończył

Jazda na czas
- Serhij Honczar – 9. miejsce
- Serhij Matwiejew – 18. miejsce

Wyścig indywidualny na dochodzenie
- Ołeksandr Symonenko – 6. miejsce
- Serhij Matwiejew – 7. miejsce

Wyścig drużynowy na dochodzenie
- Ołeksandr Fedenko, Ołeksandr Symonenko, Serhij Matwiejew, Serhij Czerniawski – srebrny medal

Wyścig punktowy
- Wasyl Jakowlew – 17. miejsce

Madison
- Wasyl Jakowlew, Ołeksandr Fedenko – 9. miejsce

Cross country
- Serhij Rysenko – 27. miejsce

#### Kobiety
Wyścig indywidualny ze startu wspólnego 
- Tetiana Stiażkina – 17. miejsce
- Oksana Saprykina – 19. miejsce
- Wałentyna Karpenko – 33. miejsce

Jazda na czas
- Tetiana Stiażkina – 19. miejsce

Sprint
- Iryna Janowycz – brązowy medal

500 m na czas
- Iryna Janowycz – 9. miejsce

### Lekkoatletyka

#### Mężczyźni
100 m
- Kostiantyn Rurak – odpadł w eliminacjach
- Anatolij Dowhal – odpadł w eliminacjach

400 m
- Ołeksandr Kajdasz – odpadł w eliminacjach

1500 m
- Iwan Heszko – odpadł w eliminacjach

5000 m
- Serhij Łebid – 7. miejsce

400 m ppł
- Hennadij Horbenko – 8. miejsce

3000 m z przeszkodami
- Serhij Redko – odpadł w eliminacjach

Sztafeta 4 × 400 m
- Ołeksandr Kajdasz, Roman Woronko, Jewhen Ziukow, Hennadij Horbenko – odpadli w eliminacjach

Chód na 50 km
- Ołeksij Szełest – 32. miejsce

Skok wzwyż
- Serhij Dymczenko — 9. miejsce
- Andrij Sokołowśkyj — odpadł w eliminacjach
- Rusłan Hliwinśkyj — odpadł w eliminacjach

Skok o tyczce
- Denys Jurczenko — odpadł w eliminacjach
- Serhij Bubka — nie wystartował

Skok w dal
- Roman Szczurenko — brązowy medal
- Ołeksij Łukaszewycz — 4. miejsce

Trójskok
- Serhij Izmajłow — odpadł w eliminacjach

Pchnięcie kulą
- Jurij Biłonoh – 5. miejsce
- Roman Wirastiuk – odpadł w eliminacjach

Rzut dyskiem
- Kyryło Czuprynin – odpadł w eliminacjach

Rzut młotem
- Andrij Skwaruk – 10. miejsce
- Władysław Piskunow – odpadł w eliminacjach
- Ołeksandr Krykun – odpadł w eliminacjach

Dziesięciobój
- Ołeksandr Jurkow – 16. miejsce
- Wołodymyr Mychajłenko – 22. miejsce
- Fedir Łauchin – 23. miejsce

#### Kobiety
100 m
- Żanna Pintusewycz – 4. miejsce
- Anżeła Krawczenko – odpadła w eliminacjach
- Iryna Pucha – odpadła w eliminacjach

200 m
- Żanna Pintusewycz – 7. miejsce
- Ołena Pastuszenko – odpadła w eliminacjach

400 m
- Ołena Rurak – odpadła w eliminacjach

800 m
- Ołena Bużenko – odpadła w eliminacjach

1500 m
- Tetiana Krywobok – odpadła w eliminacjach

100 m przez płotki
- Ołena Krasowśka – odpadła w eliminacjach
- Nadyja Bodrowa – odpadła w eliminacjach
- Majia Szemicziszina – odpadła w eliminacjach

400 m przez płotki
- Tetiana Tereszczuk-Antipowa – 5. miejsce
- Tetiana Debeła – odpadła w eliminacjach

4 × 100 m
- Iryna Pucha, Anżeła Krawczenko, Ołena Pastuszenko, Ołena Krasowśka – odpadły w eliminacjach

Chód na 20 km
- Wałentyna Sawczuk – 12. miejsce
- Wira Zozula – 24. miejsce

Skok wzwyż
- Inha Babakowa – 5. miejsce
- Wita Pałamar – 7. miejsce
- Iryna Mychalczenko – odpadła w eliminacjach

Skok o tyczce
- Anżeła Bałachonowa – odpadła w eliminacjach

Skok w dal
- Ołena Szechowcowa – 11. miejsce
- Wiktorija Werszynina – odpadła w eliminacjach

Trójskok
- Ołena Howorowa – brązowy medal
- Ołena Chłusowycz – odpadła w eliminacjach

Rzut dyskiem
- Ołena Antonowa – odpadła w eliminacjach

Rzut młotem
- Iryna Sekaczowa – odpadła w eliminacjach

Rzut oszczepem
- Tetiana Lachowycz – odpadła w eliminacjach

Siedmiobój
- Łarysa Neczeporuk – 20. miejsce
- Ludmyła Błonśka – 23. miejsce

### Łucznictwo
Zawody indywidualne kobiet:
- Kateryna Serdiuk – 16. miejsce
- Natalija Burdejna – 17. miejsce
- Ołena Sadownycza – 21. miejsce

Zawody drużynowe kobiet:
- Ołena Sadownycza, Kateryna Serdiuk, Natalija Burdejna – srebrny medal

Zawody indywidualne mężczyzn:
- Serhij Antonow – 28. miejsce
- Ihor Parchomenko – 39. miejsce
- Wiktor Kurczenko – 46. miejsce

Zawody drużynowe mężczyzn:
- Ihor Parchomenko, Serhij Antonow, Wiktor Kurczenko – 8. miejsce

### Pięciobój nowoczesny
Mężczyźni
- Wadym Tkaczuk – 5. miejsce
- Heorhij Czymerys – 10. miejsce

Kobiety
- Tetiana Nakazna – 11. miejsce

### Pływanie

#### Mężczyźni
50 m stylem dowolnym
- Ołeksandr Wołyneć – 8. miejsce

100 m stylem dowolnym
- Pawło Chnykin – 27. miejsce

200 m stylem dowolnym
- Rostysław Swanidze – 24. miejsce

400 m stylem dowolnym
- Ihor Snitko – 16. miejsce
- Ihor Czerwynśkyj – 33. miejsce

1500 m stylem dowolnym
- Ihor Czerwynśkyj – 7. miejsce
- Ihor Snitko – 14. miejsce

4 × 100 m stylem dowolnym
- Artem Honczarenko, Pawło Chnykin, Wjaczesław Szyrszow, Rostysław Swanidze – 12. miejsce

4 × 200 m stylem dowolnym
- Serhij Fesenko, Artem Honczarenko, Ihor Snitko, Rostysław Swanidze – 14. miejsce

100 m stylem grzbietowym
- Wołodymyr Nikołajczuk – 26. miejsce

200 m stylem grzbietowym
- Wołodymyr Nikołajczuk – 15. miejsce

100 m stylem klasycznym
- Ołeh Lisohor – 15. miejsce

200 m stylem klasycznym
- Ołeh Lisohor – 28. miejsce

100 m stylem motylkowym
- Denys Syłantiew – 12. miejsce
- Andrij Serdinow – 17. miejsce

200 m stylem motylkowym
- Denys Syłantiew – srebrny medal
- Serhij Fesenko – 16. miejsce

200 m stylem zmiennym
- Artem Honczarenko – 31. miejsce

400 m stylem zmiennym
- Dmytro Nazarenko – 28. miejsce

4 × 100 m stylem zmiennym
- Ołeh Lisohor, Wołodymyr Nikołajczuk, Wjaczesław Szyrszow, Denys Syłantiew – 11. miejsce

#### Kobiety
50 m stylem dowolnym
- Olha Mukomoł – 14. miejsce

100 m stylem dowolnym
- Olha Mukomoł – 17. miejsce

200 m stylem dowolnym
- Ołena Łapunowa – 26. miejsce

400 m stylem dowolnym
- Ołena Łapunowa – 32. miejsce

800 m stylem dowolnym
- Jana Kłoczkowa – srebrny medal
- Olha Beresniewa – 23. miejsce

4 × 100 m stylem dowolnym
- Nadija Beszewli, Ołena Łapunowa, Olha Mukomoł, Wałentyna Trehub – 13. miejsce

4 × 200 m stylem dowolnym
- Nadija Beszewli, Albina Bordunowa, Ołena Łapunowa, Żanna Łozumyrśka – nie ukończyły

100 m stylem grzbietowym
- Nadija Beszewli – 27. miejsce

200 m stylem grzbietowym
- Nadija Beszewli – 17. miejsce

100 m stylem klasycznym
- Switłana Bondarenko – 13. miejsce

200 m stylem klasycznym
- Inna Nikitina – 26. miejsce

100 m stylem motylkowym
- Marija Ohurcowa – 38. miejsce

200 m stylem motylkowym
- Żanna Łozumyrśka – 24. miejsce

200 m stylem zmiennym
- Jana Kłoczkowa – złoty medal

400 m stylem zmiennym
- Jana Kłoczkowa – złoty medal

4 × 100 m stylem zmiennym
- Nadija Beszewli, Switłana Bondarenko, Ołena Hryciuk, Wałentyna Trehub – 16. miejsce

### Podnoszenie ciężarów

#### Mężczyźni
- Ołeksandr Lichwald – 9. miejsce, waga kogucia
- Dmytro Hnidenko – 8. miejsce, waga średnia
- Rusłan Sawczenko – 11. miejsce, waga średnia
- Andrij Demczuk – 11. miejsce, waga półciężka
- Ihor Razorionow – 4. miejsce, waga ciężka
- Denys Hotfrid – nie ukończył, waga ciężka
- Hennadij Krasylnykow – 9. miejsce, waga superciężka
- Artem Udaczyn – 11. miejsce, waga superciężka

#### Kobiety
- Natalija Skakun – 7. miejsce, waga średnia
- Wita Rudenok – nie ukończyła, waga średnia

### Skoki do wody

#### Mężczyźni
Trampolina 3 m
- Eduard Safonow – 25. miejsce
- Dmytro Łysenko – 27. miejsce

Wieża 10 m
- Roman Wołodkow – 21. miejsce
- Ołeksandr Skrypnyk – 23. miejsce

Wieża 10 m synchronicznie
- Roman Wołodkow, Ołeksandr Skrypnyk – 6. miejsce

#### Kobiety
Trampolina 3 m
- Hanna Sorokina – 11. miejsce
- Olha Jefimenko – 14. miejsce

Wieża 10 m
- Ołena Żupina – 6. miejsce
- Switłana Serbina – 32. miejsce

Wieża 10 m synchronicznie
- Hanna Sorokina, Ołena Żupina – brązowy medal

### Strzelectwo

#### Mężczyźni
Karabin pneumatyczny 10 m
- Artur Ajwazian – 8. miejsce
- Ołeh Mychajłow – 18. miejsce

Karabin małokalibrowy 3 postawy 50 m 
- Artur Ajwazian – 5. miejsce
- Ołeh Mychajłow – 22. miejsce

Karabin małokalibrowy leżąc 50 m
- Artur Ajwazian – 30. miejsce
- Ołeh Mychajłow – 30. miejsce

Skket
- Mykoła Milczew – złoty medal

#### Kobiety
Karabin pneumatyczny 10 m
- Łesia Łeśkiw – 15. miejsce
- Natalija Kalnysz – 28. miejsce

Karabin małokalibrowy 3 postawy 50 m
- Łesia Łeśkiw – 9. miejsce
- Natalija Kalnysz – 29. miejsce

### Szermierka

#### Mężczyźni
Floret
- Serhij Hołubycki – 6. miejsce
- Ołeksij Kruhlak – 31. miejsce
- Ołeksij Bryzhałow – 34. miejsce

Floret drużynowo
- Serhij Hołubycki, Ołeksij Kruhlak, Ołeksij Bryzhałow – 5. miejsce

Szpada
- Ołeksandr Horbaczuk – 16. miejsce

Szabla
- Wadym Hutcajt – 13. miejsce
- Wołodymyr Kalużnyj – 25. miejsce
- Wołodymyr Łukaszenko – 29. miejsce

Szabla drużynowo
- Wadym Hutcajt, Wołodymyr Kalużnyj, Wołodymyr Łukaszenko – 6. miejsce

#### Kobiety
Floret
- Ołena Kolcowa – 29. miejsce
- Ludmyła Wasylewa – 34. miejsce
- Olha Łełejko – 36. miejsce

Floret drużynowo
- Ołena Kolcowa, Ludmyła Wasylewa, Olha Łełejko – 8. miejsce

### Tenis stołowy
Debel kobiet
- Ołena Kowtun – 33. miejsce

### Tenis ziemny
Debel kobiet
- Ołena Tatarkowa, Anna Zaporożanowa – 9. miejsce

### Triathlon
Mężczyźni
- Andrij Hłuszczenko – 11. miejsce
- Wołodymyr Polikarpenko – 15. miejsce

### Wioślarstwo

#### Mężczyźni
Dwójka podwójna
- Kostiantyn Zajcew, Kostiantyn Pronenko – 11. miejsce

Czwórka podwójna
- Ołeksandr Marczenko, Ołeh Łykow, Ołeksandr Zaskalko, Leonid Szaposznykow – 6. miejsce

#### Kobiety
Dwójka bez sternika 
- Nina Proskura, Jewhenija Andriejewa – 8. miejsce

Czwórka podwójna
- Dina Miftachutdinowa, Tetiana Ustiużanina, Switłana Mazij, Ołena Ronżyna – 4. miejsce

### Zapasy
- Ołeksandr Zacharuk – 5. miejsce, 54 kg st.wolny
- Jewhen Busłowycz – srebrny medal, 58 kg st.wolny
- Elbrus Tedejew – 11. miejsce, 63 kg st.wolny
- Zaza Zazirow – 11. miejsce, 69 kg st.wolny
- Alik Muzajew – 6. miejsce, 76 kg st.wolny
- Dawyd Biczinaszwili – 12. miejsce, 85 kg st.wolny
- Wadym Tasojew – 11. miejsce, 97 kg st.wolny
- Merab Walijew – 18. miejsce, 130 kg st.wolny

- Andrij Kałasznikow – 4. miejsce, 54 kg st.klasyczny
- Ołeksandr Stepanian – 16. miejsce, 58 kg st.klasyczny
- Hryhorij Kamyszenko – 8. miejsce, 63 kg st.klasyczny
- Rustam Adży – 8. miejsce, 69 kg st.klasyczny
- Dawyd Manukian – 4. miejsce, 76 kg st.klasyczny
- Wjaczesław Ołejnyk – 14. miejsce, 85 kg st.klasyczny
- Dawyd Sałdadze – srebrny medal, 97 kg st.klasyczny
- Heorhij Sałdadze – 4. miejsce, 130 kg st.klasyczny

### Żeglarstwo

#### Mężczyźni
Mistral
- Maksym Oberemko – 14. miejsce

Klasa 470
- Jewhen Brasławeć, Ihor Matwijenko – 6. miejsce

#### Kobiety
Mistral
- Olha Masliweć – 23. miejsce

Klasa 470
- Rusłana Taran, Ołena Pacholczyk – brązowy medal

#### Open
49er
- Rodion Łuka, Heorhij Łeonczuk – 10. miejsce

Soling
- Serhij Piczuhin, Wołodymyr Korotkow, Serhij Timochow – 11. miejsce